# Nocaracris subrubrata
Nocaracris subrubrata är en insektsart som beskrevs av Willy Adolf Theodor Ramme 1951. Nocaracris subrubrata ingår i släktet Nocaracris och familjen Pamphagidae. Inga underarter finns listade i Catalogue of Life.